# Kniazie (wieś)
Kniazie (dawniej Lubycza-Kniazie) – wieś w Polsce położona w województwie lubelskim, w powiecie tomaszowskim, w gminie Lubycza Królewska.
W II Rzeczypospolitej wieś w powiecie rawskim w woj. lwowskim. Była to wówczas duża wieś, licząca ponad 2 tysiące mieszkańców, w większości Ukraińców.
W latach 1975–1998 miejscowość administracyjnie należała do województwa zamojskiego.
Wieś jest sołectwem w gminie Lubycza Królewska. Według Narodowego Spisu Powszechnego z roku 2011 wieś liczyła 69 mieszkańców.
W czasie II wojny światowej 4 października 1942 r. miała miejsce krwawa pacyfikacja Lubyczy-Kniazie, Lubyczy Królewskiej, Szalenika, Żyłki, przeprowadzona przez niemieckich okupantów. Niemcy zamordowali wtedy około 53 niewinnych cywilów. Pretekstem było fałszywe oskarżenie ludności cywilnej przez wachmanów z załogi niemieckiego obozu zagłady SS-Sonderkommando Belzec w Bełżcu, pilnujących koni komendanta obozu SS-Hauptsturmführera Gotlieba Heringa – o podpalenie stajni z 3 końmi. Sprawcami podpalenia byli sami pijani wachmani z obozu zagłady. Zemsta (oparta na fałszywych oskarżeniach wachmanów) komendanta niemieckiego obozu zagłady w Bełżcu Gotlieba Heringa, na ludności cywilnej, była krwawa. Wyruszył on na czele około 100 niemieckich strażników i wachmanów z obozu aby mordować okoliczną ludność cywilną.
W Lubyczy-Kniazie Niemcy zastrzelili wtedy 22 ludzi.
Ofiary pochowano m.in. na cmentarzu w Lubyczy-Kniazie.
W 1944 nacjonaliści ukraińscy z OUN-UPA zamordowali tutaj w różnych okolicznościach 60 Polaków.
Wierni Kościoła rzymskokatolickiego należą do parafii Matki Bożej Różańcowej w Lubyczy Królewskiej.

## Zabytki
Według rejestru zabytków NID na listę zabytków wpisany jest:
- cmentarz greckokatolicki „Stary”, XVIII/XIX, nr rej.: A/837 z 21.12.2007

Inne obiekty o znaczeniu historycznym:
- ruiny murowanej cerkwi z 1806, zniszczonej w 1944 w wyniku działań wojennych. Przed II wojną światową do cerkwi należało 5500 wiernych[15]. W chwili obecnej ruiny niszczeją i zarastają. W cerkwi powstały niektóre zdjęcia do filmu "Zimna Wojna" Pawła Pawlikowskiego.

## Zobacz też

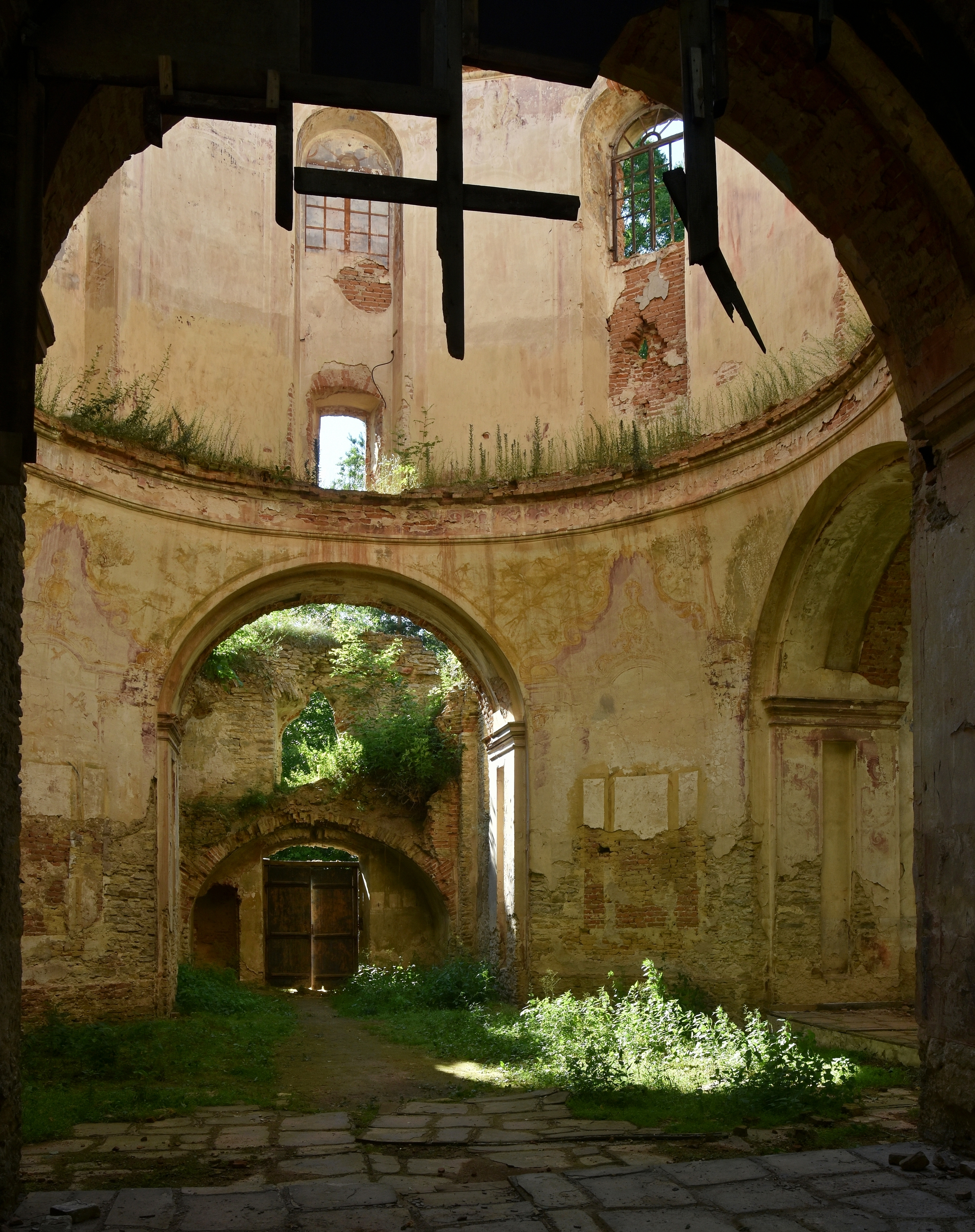
Wnętrze cerkwi (2019)
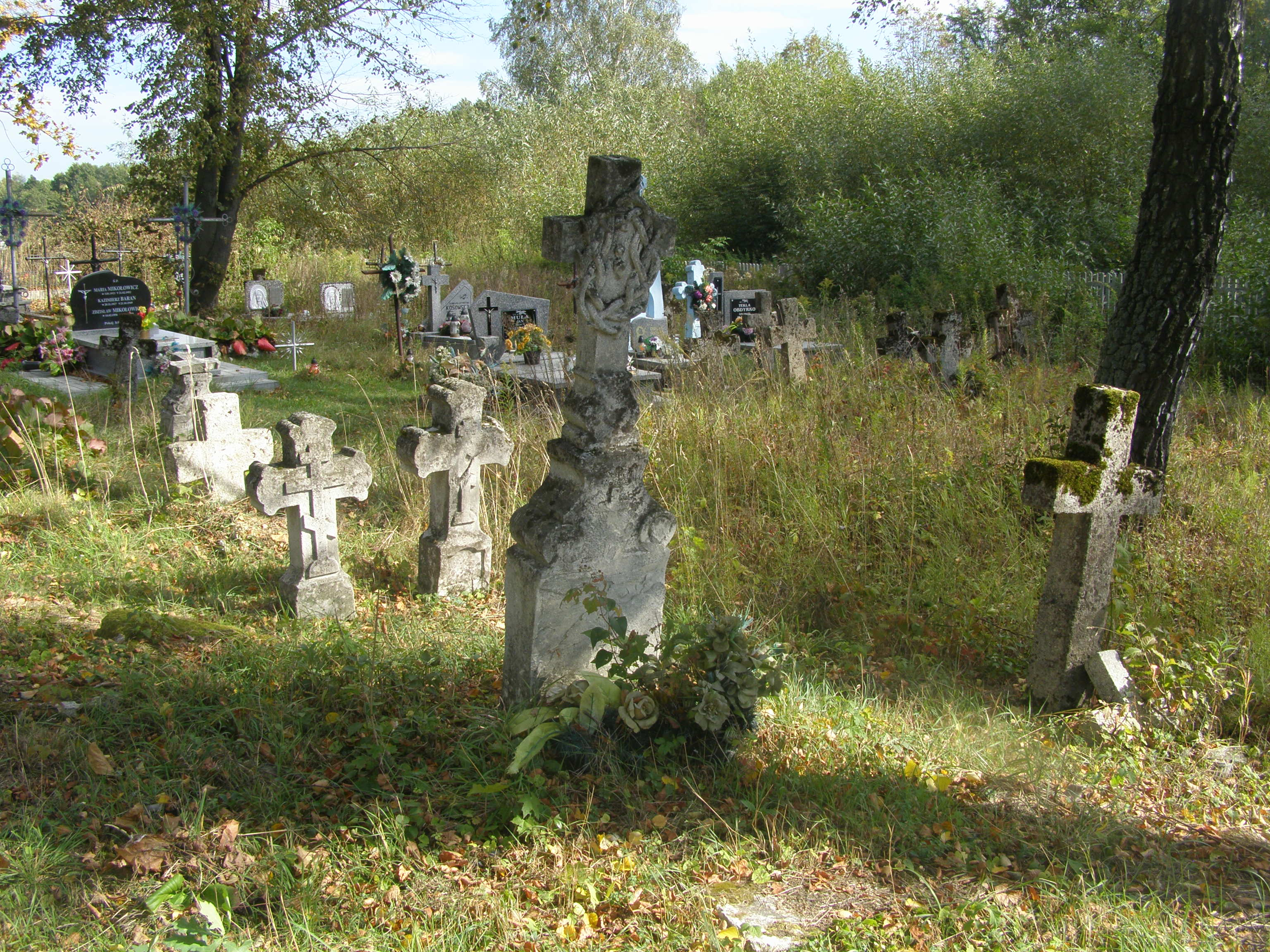
Zabytkowy cmentarz
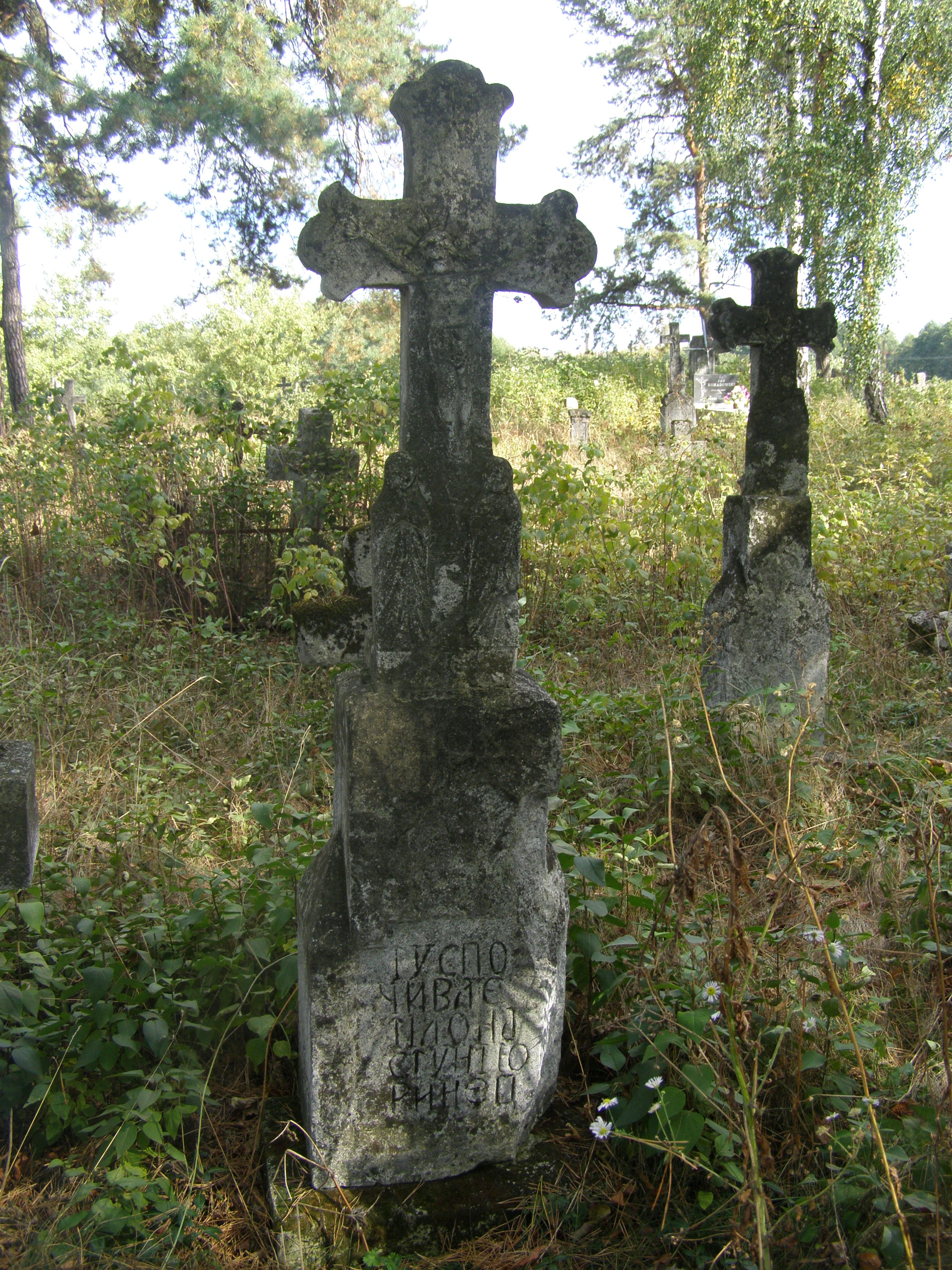
Nagrobek na cmentarzu